# Croatian International 2005
Die Croatian International 2005 fanden in Zagreb vom 3. bis zum 6. März 2005 statt. Das Preisgeld betrug 2.500 US-Dollar. Es war die 7. Austragung dieser internationalen Meisterschaften von Kroatien im Badminton.

## Austragungsort
- Dom sportova, Trg Krešimira Ćosića 11

## Finalergebnisse
| Disziplin    | Sieger                            | Finalist                       | Ergebnis         |
| ------------ | --------------------------------- | ------------------------------ | ---------------- |
| Herreneinzel | Leonard Holvy de Pauw             | Andrew Dabeka                  | 17:14 17:15      |
| Dameneinzel  | Miyo Akao                         | Nanna Brosolat Jensen          | 3:11 11:2 11:7   |
| Herrendoppel | Simon Mollyhus Anders Kristiansen | Erwin Kehlhoffner Thomas Quéré | 15:10 6:15 15:6  |
| Damendoppel  | Liu Fan Frances Shinta Mulia Sari | Zhang Beiwen Fu Mingtian       | kampflos         |
| Mixed        | Hendra Wijaya Liu Fan Frances     | Andrej Pohar Maja Pohar        | 15:11 13:15 15:7 |